# Elena xứ Avalor
Elena xứ Avalor (Tiếng Anh: Elena of Avalor) là một bộ phim truyền hình của Mỹ được bắt đầu phát sóng trên Disney Channel vào ngày 22 tháng 7 năm 2016. Bộ phim kể về một công chúa Latina và gia đình của cô ấy, phim lấy bối cảnh giống như Sofia the First của Disney Junior.

## Cốt truyện
Công chúa trẻ tuổi Elena Castillo Flores đã cứu vương quốc của cô, Avalor từ tay một phù thủy ác độc và bây giờ phải học để cai trị như công chúa kế vị. Những cuộc phiêu lưu của Elena giúp cô hiểu rằng vai trò mới của cô đòi hỏi sự chu đáo, sự kiên cường và lòng trắc ẩn, những đặc điểm của tất cả những nhà lãnh đạo thực sự tuyệt vời. Vì chỉ mới 16 tuổi, cô ấy phải theo sự hướng dẫn của một Hội đồng lớn bao gồm ông bà, anh em họ của mình là Chancellor Esteban, và một người bạn mới, Naomi Turner. Elena cũng xem em gái cô, Isabel, bạn của cô, pháp sư Mateo, và Cận vệ Hoàng gia Gabe, một linh vật tên là Zuzo, và một bộ ba sinh vật ma thuật được gọi là Jaquins như người hướng dẫn và hỗ trợ cô.

## Nhân vật
- Công chúa Elena (Aimee Carrero) là một công chúa 16 tuổi[2], người sẽ kế vị ngôi vương của Avalor. Cô gặp khó khăn trong việc đưa ra lời khuyên và thường làm những điều cô ấy muốn làm mà không cần lắng nghe người khác. Khi cô bị mắc kẹt bên trong một phép bùa phép, cô đã có khả năng sử dụng ma thuật khi cầm cây quyền trượng của mình và cô cũng có thể nhìn thấy linh hồn động vật.
- Công chúa Isabel (Jenna Ortega)  là em gái của Elena cũng là một nhà phát minh. Cả hai đều là con gái của Vua Raul và Vương hậu Lucia.
- Zuzo (Keith Ferguson) là một con cáo thần bí và tinh nghịch, hoạt động như một liên kết giữa thế giới con người và thế giới linh hồn. Trong "A Day to Remember", Elena có thể gọi Zuzo bằng cách nói tên nó ba lần.
- Naomi (Jillian Rose Reed) là cô bạn thân của Elena, con gái của Captain Turner, và là thành viên của Đại hội đồng Elena.
- Skylar (Carlos Alazraqui)  là một Jaquin đáng yêu.
- Migs (Chris Parnell) là một Jaquin thực tế.
- Luna (Yvette Nicole Brown) là một cô Jaquin to tiếng
- Gabe (Jorge Diaz) là bạn của Elena và là một Cận vệ Hoàng gia, anh đã tham gia vào ngày Elena trở thành công chúa kế vị.
- Mateo (Joseph Haro) là một đứa trẻ được đào tạo và là cháu của Alacazar, một người bạn thân của Elena.
- Chancellor Esteban (Christian Lanz) là anh họ của Elena và Isabel, là thành viên của Đại hội đồng Elena. Mẹ của anh là em gái của Nữ hoàng Lucia và họ là con gái của Luisa và Francisco. Không ai biết, anh đã bí mật giúp Shuriki xâm chiếm Avalor, và anh rất muốn giữ bí mật này vì sợ bị gia đình anh ta từ chối.
- Armando (Joe Nunez) là một người hầu cận trong lâu đài, người giúp Elena trong hành trình lên ngôi của cô.
- Francisco (Emiliano Díez) là ông của Elena, Isabel và Esteban. Ông cũng là thành viên của Đại Hội đồng Elena.
- Thuyền trưởng Turner (Rich Sommer) là chủ bến cảng và là cha của Naomi.
- Doña Paloma (Constance Marie) là một pháp sư, bà được mô tả bởi Esteban là nhà lãnh đạo quan trọng nhất của Avalor. Trong "Navidad", người ta tiết lộ rằng Doña Paloma sở hữu một cửa hàng lớn.
- Luisa (Julia Vera) là bà của Elena, Isabel và Esteban. Bà cũng là thành viên của  Đại hội đồng Elena.
- Jiku (Lucas Grabeel)
- Marlena (Gaby Moreno)

## Sản xuất
Nhà sản xuất Craig Gerber nói: "Điều này rất quan trọng đối với chúng tôi, vì chúng tôi đã làm một chương trình với một vương quốc lấy cảm hứng từ nền văn hoá Mỹ Latinh, rằng chúng tôi có được quyền đó. Mặc dù đó là một thế giới thần tiên, Những điều mà cảm thấy rất xác thực." Biên kịch Silvia Olivias nói: "Chúng tôi có các chuyên gia tư vấn văn hoá giúp chúng tôi từng bước đi. Họ đã đọc mọi thứ từ tiền đề cho đến hết dự thảo cuối cùng". Về phần âm nhạc của bộ phim, nhà tư vấn âm nhạc Latin, Rene Camacho nói: "Phong cách âm nhạc chúng tôi đang sử dụng toàn bộ - tất cả đều dựa trên nền Latin, rất mang tính lễ hội." Nhà tư vấn Diane Rodriguez cho biết bộ phim "có yếu tố hình ảnh mang tính gợi cảm như thế này, nó có cái nhìn về nền văn hoá Latino của châu Mỹ, gần như đến một mức độ khác". Vào ngày 18 tháng 7 năm 2016, video âm nhạc cho "My Time" được phát hành thông qua dịch vụ cáp theo yêu cầu. Bộ phim đã được đổi mới cho một mùa thứ hai vào ngày 11 tháng 8 năm 2016 và tiếp tục với mùa thứ ba vào ngày 13 tháng 2 năm 2017.